# Astrée (autorail)
Pour les articles homonymes, voir Astrée.
Astrée est un automoteur prototype de la SNCF.
Constitué à partir des motrices diesel de deux éléments à turbine à gaz, il explore à partir de 1993 le domaine de l'automatisation du suivi de localisation des trains par radars embarqués (Astrée). Modifié en 2001, il devient un laboratoire roulant pour le système européen de gestion du trafic ferroviaire (ERTMS).

## Histoire et description

### Programme Astrée
Astrée est un élément automoteur bimoteur à deux caisses, constitué des motrices diesel de deux éléments à turbine à gaz (ETG), les T 1511 et T 1512. Sa modification est prise en charge par les ateliers du Mans. Outre des travaux de tôlerie et de peinture (une nouvelle livrée rouge et grise lui est appliquée), il reçoit de nombreux dispositifs d'acquisition (radar, lecteurs de balises sous la partie avant de la caisse, protégés par un carénage) et de transmission de données (antennes). Les pupitres de conduite sont changés et recentrés dans l'axe de la cabine pour une meilleure visibilité quel que soit le sens de circulation. Les salles voyageurs des motrices sont entièrement réaménagées : l'une accueille le laboratoire de mesures, l'autre un salon et une salle de réunion. Mis en service le 15 juillet 1993 et affecté au dépôt de Sotteville, il est numéroté X 1501-1502 et chargé d'explorer les capacités du système d'automatisation du suivi de localisation des trains par radars embarqués (Astrée). Sa campagne d'essais terminée, il est garé à Sotteville. Le programme français Astrée est stoppé sans suite en 1996.

### Programme ERTMS
L'automoteur, disponible et convenablement équipé au niveau de ses espaces intérieurs, est modifié en 2001 par l'établissement industriel de maintenance du matériel de Nevers. Après six mois de travaux, il est présenté le 12 juillet 2001 dans une nouvelle livrée bleue et grise et sert alors de laboratoire roulant pour les essais du système européen de gestion du trafic ferroviaire (ERTMS) pour le compte de Réseau ferré de France. Il est également équipé des systèmes de contrôle de vitesse par balises (KVB) et de transmission voie-machine TVM-430, ce qui l'autorise à rouler sur les lignes à grande vitesse. En 2017, son prochain remplacement par un X 72500 est évoqué. En 2019, c'est finalement l'élément X 72633 / 72634 qui est choisi.

### Préservation
Le 17 décembre 2018, l'automoteur X-1501/2 a rejoint l'Association du Train touristique du Centre-Var, dans le cadre d'une convention de préservation signée avec SNCF Réseau.